# Nemanja Žikić
Nemanja Žikić (serbisch-kyrillisch Немања Жикић; * 20. April 2000 in Salzburg, Österreich) ist ein serbischer Fußballspieler.

## Karriere
Žikić begann seine Karriere beim FC Red Bull Salzburg. Zwischen 2012 und 2013 spielte er kurzzeitig in der Jugend des Farmteams FC Liefering. Ab der Saison 2014/15 durchlief er sämtliche Altersstufen der Akademie der Salzburger. Mit der U-19 der Salzburger konnte er in der Saison 2016/17 die UEFA Youth League gewinnen, Žikić kam einmal in der zweiten Runde gegen den FK Qairat Almaty zum Einsatz. Nach der Saison 2017/18 verließ er Red Bull Salzburg.
Nach über einem halben Jahr ohne Klub wechselte er im Februar 2019 zum Zweitligisten SV Ried. In eineinhalb Jahren im Innviertel schaffte er es allerdings nicht ein einziges Mal in den Spieltagskader, Einsatzminuten sammelte Žikić ausschließlich für die Amateure in der OÖ Liga und nach dem Aufstieg 2019 in der Regionalliga. Insgesamt kam er 30 Mal für Ried II zum Einsatz.
Zur Saison 2020/21 wechselte der Mittelfeldspieler zum Salzburger Regionalligisten SV Wals-Grünau. In eineinhalb Jahren in Wals kam er zu 19 Einsätzen in der Regionalliga. Im Januar 2022 wechselte er zum Zweitligisten Kapfenberger SV, bei dem er einen bis Juni 2023 laufenden Vertrag erhielt. Bei den Steirern debütierte er schließlich im Februar 2022 in der 2. Liga, als er am 17. Spieltag der Saison 2021/22 gegen den FC Wacker Innsbruck in der Startelf stand. Insgesamt kam er zu 54 Zweitligaeinsätzen. Nach der Saison 2023/24 verließ er Kapfenberg.
Nach einem halben Jahr ohne Verein kehrte er im Januar 2025 nach Wals-Grünau zurück.